# FU Orionis
FU Orionis ist ein Stern in einer Entfernung von etwa 1330 Lichtjahren. Er ist der Prototyp der FU-Orionis-Sterne, welche zu den Eruptiv veränderlichen Sternen gehören.
Bei FU Orionis handelt es sich um einen Vorhauptreihenstern, der sich noch nicht stabilisiert hat. Dies macht es auch schwierig, eine Spektralklasse zu bestimmen.
Es gibt Hinweise auf einen Begleiter, womit FU Orionis zu einem Doppelsternsystem würde.